# Cohors IIII Delmatarum
La Cohors IIII Delmatarum fue una unidad de auxilia de infantería del ejército del Imperio Romano del tipo cohors quinquagenaria peditata, cuya existencia está constatada desde la primera mitad del siglo I hasta finales siglo II.

## Reclutamiento y operaciones bajo losJulio-Claudios
La unidad fue reclutada de entre las belicosas tribus ilirias que habitaban la provincia Dalmatia, que habían protagonizado una peligrosa rebelión contra los designios del emperador Augusto entre 6 y 9 a finales del imperio de Augusto o principios de Tiberio, para reforzar el debilitado ejército del limes del Rhin después del desastre de Varo en 9. Por ello, debió prestar servicio a las órdenes de Tiberio entre 10 y 12 y a las de Germánico entre 12 y 16, asignada a las legiones del distrito militar de Germania Superior con guarnición en Mogontiacum (Maguncia, Alemania), que eran la Legio XIV Gemina y la Legio XVI Gallica.
En época del emperador Claudio fue asignada como guarnición al estratégico castellum de Bingium (Bingen am Rhein, Alemania), que custodiaba un importante puente sobre el río Nahe muy cerca de su desembocadura en el Rhin, aunque dependiente de las legiones de guarnición en la cercana Mogontiacum, que en esa época eran la Legio IV Macedonica y la Legio XXII Primigenia.

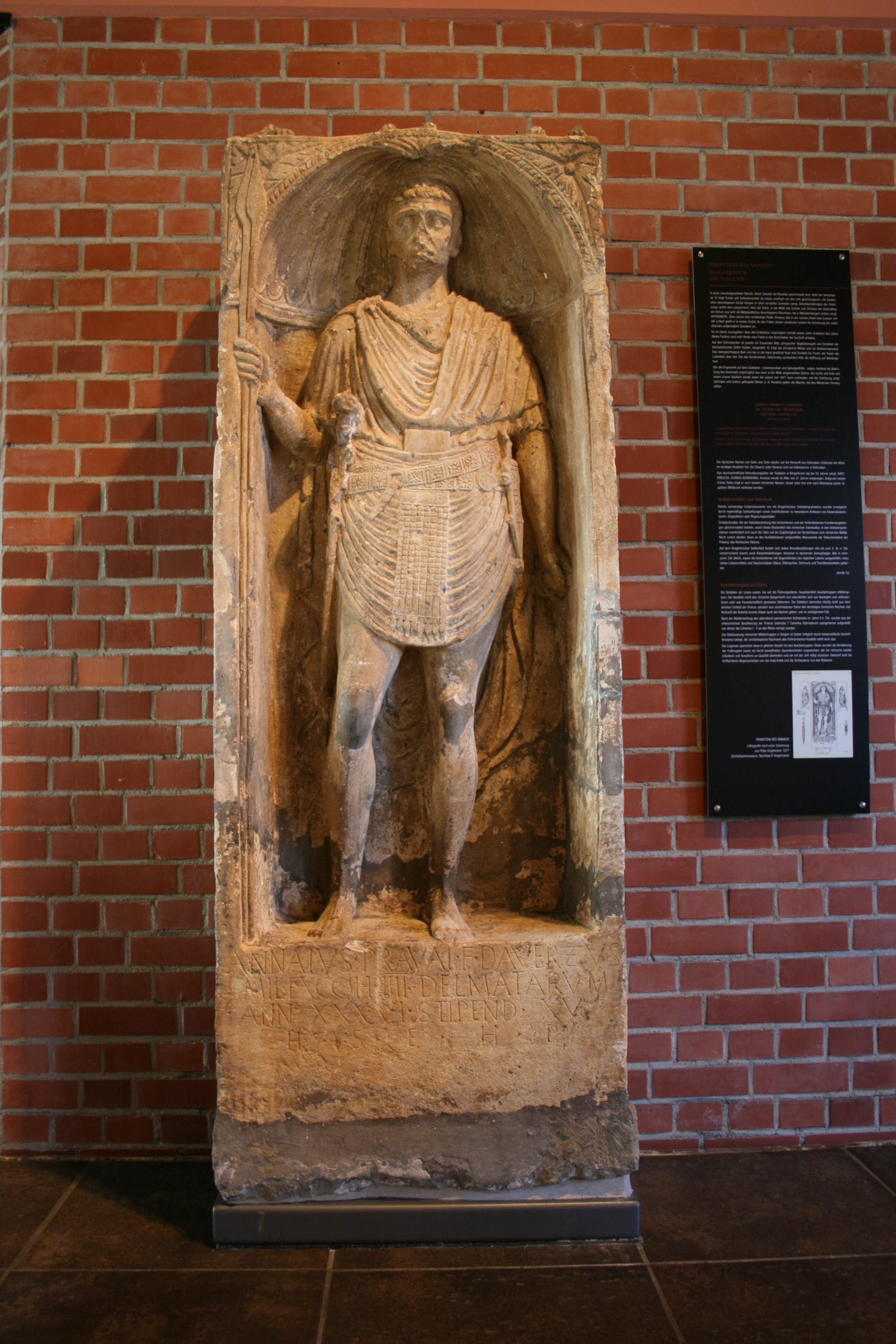
Inscripción funeraria CIL XIII 7507 procedente de Bingerbrück (Bingen am Rhein, Alemania) erigida en honor de Annaius Pravai filius Daverzeus, soldado de la Cohors IIII Delmatarum en la primera mitad del.

De esta época y de este fuerte conocemos tres soldados de origen ilírico, cuyos monumentos funerarios se fechan en la década de los 40 del siglo I.
En un momento indeterminado del imperio de Claudio fue dirigida por el Praefectus Cohortis Lucio Aprio Liburno, natural de la provincia Dalmatia.

## ElAño de los cuatro emperadoresy laDinastía Flavia
En 68 la unidad se integró en el ejército dirigido por Verginius Rufus contra Iulius Vindex, quien se había rebelado contra Nerón, para, después del suicidio de este emperador, jurar lealtad a Galba; Galba envió como legado de Germania Superior a Vitelio, quien se proclamó emperador a comienzos de 69. La cohorte fue una de las unidades seleccionadas por Vitelio para dirigirse hacia Italia para hacer valer sus derechos frente a Otón, participando en el bando ganador en la Primera batalla de Bedriacum y, poco después, como perdedora en la segunda batalla de Bedriacum frente a las tropas leales a Vespasiano, ya que no consta que participase en las operaciones militares ocurridas durante la rebelión de los bátavos entre 69 y 70.
La unidad debió demostrar un comportamiento honroso y, pese a su pérdidas de soldados, por lo que no fue disuelta y, tras ser reforzada con nuevos reclutas, debió ser reexpedida a Germania a las órdenes de Petilio Cerial entre 70 y 71.
En algún momento indeterminado entre 71 y 78, fue traslada a la provincia de Britannia, donde participó en las campañas de expansión de la provincia de Cneo Julio Agrícola entre 78 y 84, desconociéndose donde pudo tener sus reales.
En un momento indeterminado de la época Flavia, fue dirigida por el Praefectus cohortis de origen hispano Tito Junio Severo.

## Los imperios de Trajano y Adriano

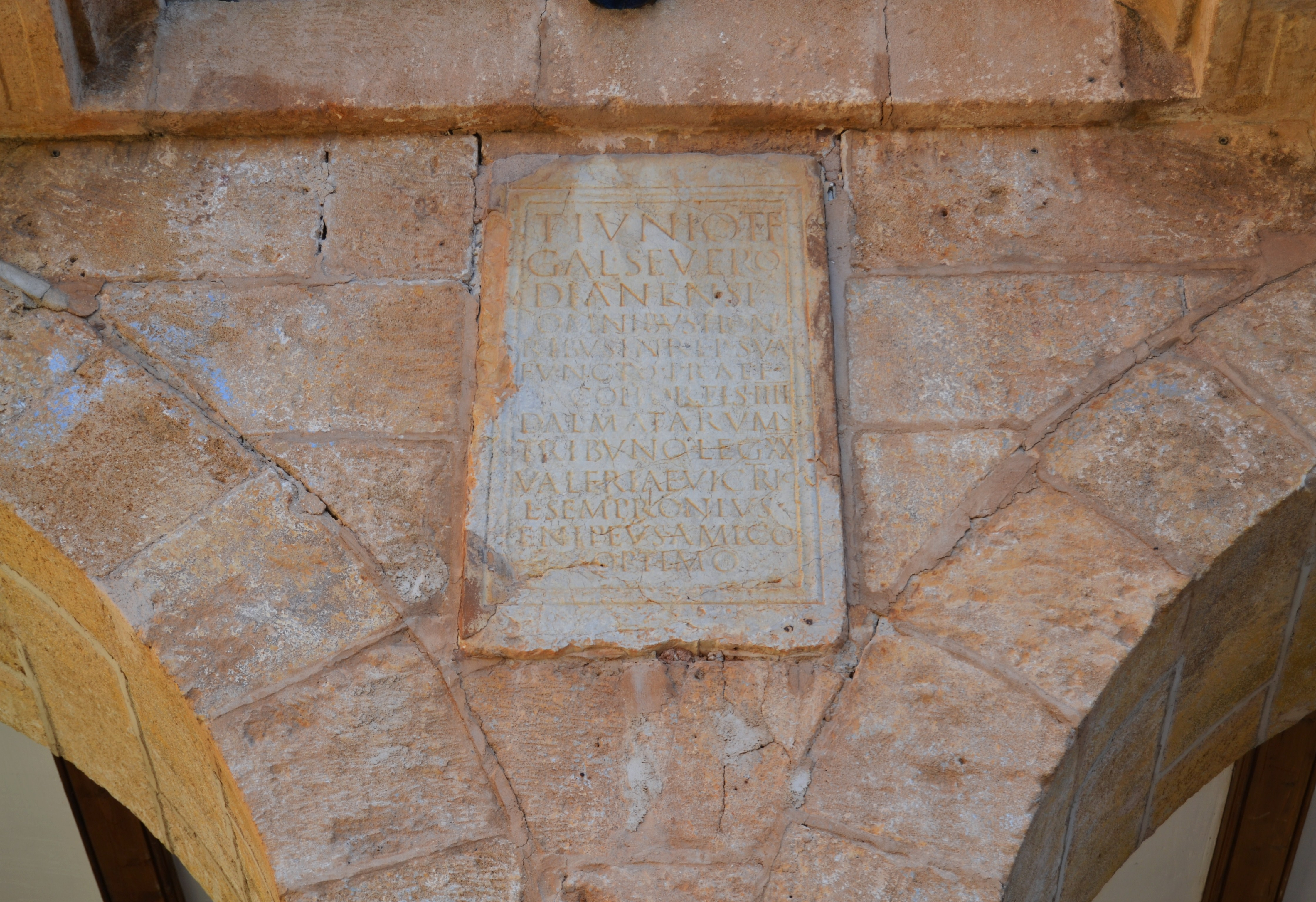
Inscripción CIL II 3583 empotrada en los muros del Ayuntamiento de Denia, en la que aparece el cursus honorum de Tito Junio Severo, prefecto de la Cohors IIII Delmatarum.

La Cohors IIII Delmatarum continuaba formando parte de la guarnición militar romana de Britannia bajo el imperio de Trajano, como atestigua un diploma militaris de 19 de nero de 103, asignada a un castellum situado cerca de Castle Collen (Gran Bretaña), como indica una inscripción honoraria allí conservada, fechada entre 102 y 114.
La unidad debió participar en la represión de la rebelión de las tribus del norte de Britannia de 119, que condujeron a que Adriano en 122 ordenase la construcción del Muro de Adriano como defensa permanente de la provincia. De ese año, fechado el 17 de julio, se conserva dos diplomata militaris que garantiza que la cohorte seguía formando parte de la guarnición de las isla, siendo la encargada de construir y guarnecer el castellum Mediobogdum (Hardknott, Gran Bretaña), como atestigua otra inscripción honoraria fechada entre 126 y 130.
La cohorte fue dirigida en un momento indeterminado de los imperios de Trajano y Adriano por el Praefectus cohortis de origen norteafricano llamado Pacumenius y bajo Adriano por el Praefectus cohortis de origen dacio Publio Antonio Super.
La unidad fue desplazada para reprimir la rebelión de los brigantes a comienzos del imperio de Antonino Pío, entre 138 y 140, siendo destruida en esta campaña.

## Bibliografía

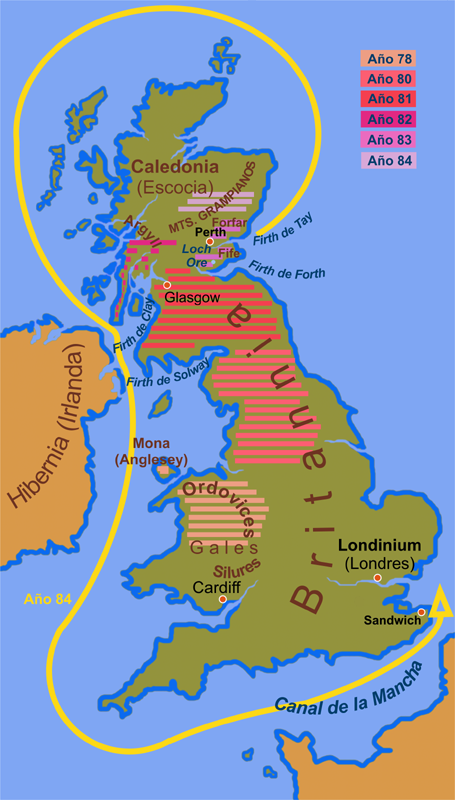
Mapa de las campañas de Agrícola en Britania de 78-84.

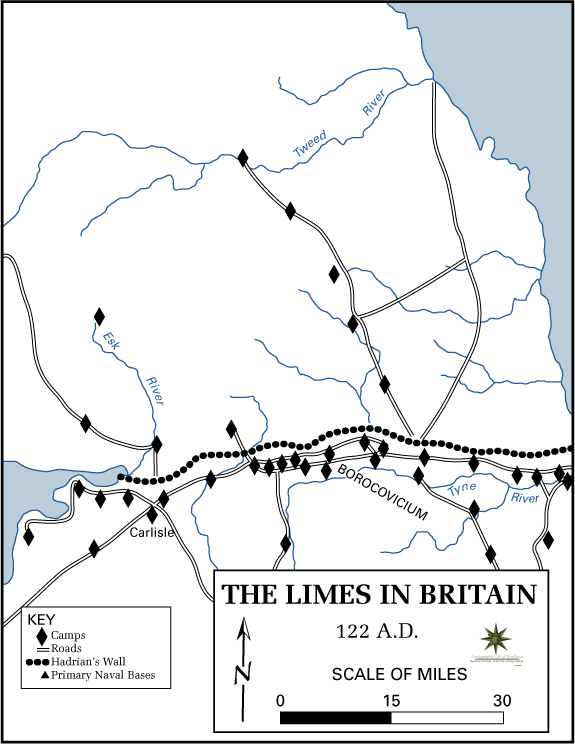
Mapa del Muro de Adriano a partir del año 122, señalando los principiales fuertes castella auxiliaria.